# 羅拔·安梳爾
羅拔·安梳爾（英語：Robert Earnshaw，1981年4月6日—）是一名在赞比亚出生的威爾斯足球運動員，司職前鋒。他是目前唯一分別在英超、英冠、英甲、英乙（或各聯賽的舊有名字）、英格蘭聯賽盃、英格蘭足總盃及為所屬國家隊參賽國際賽演出帽子戲法的球員。

## 生平

### 早年
安梳爾的父親大衛（David Earnshaw）來自英格蘭約克郡，在赞比亚任職煤礦經理時結識他的母親丽塔（Rita），兩人結婚後育有兩子三女，安梳爾於1981年4月6日在穆富利拉出生。1987年隨著父親轉職另一個礦場，舉家移居到鄰國马拉维，安梳爾與姊姊乔安妮（Joanne）就讀於利隆圭的「聖安德魯斯寄宿學校」（St.Andrews boarding school），因此安梳爾能操流利的齐切瓦语（马拉维官方语言）、本巴语（赞比亚主要語言）及英語。
1990年年初安梳爾的父親患上伤寒，並不幸於同年5月過世。安梳爾的母親在9月決定移居英國，前往南威爾斯的卡菲利（Caerphilly），丽塔有一名姊妹在這裡居住。安梳爾初時就讀「圣海伦斯小学」（St. Helens Primary School），其後升讀「纽曼红衣主教中学」（Cardinal Newman Secondary School），在中學時安梳爾主力參加田徑及體操作為運動項目，由於有體操根底，現時安梳爾於入球後可輕鬆造出「後空翻」慶祝動作，這個商標動作早於他14歲時已開始使用。由於就讀中學球類主項為橄欖球，沒有組織足球賽事，安梳爾只有利用午餐及小息時間踢足球，並為地區青少年隊參賽，曾有一季射入80球的驚人記錄。

### 球會

#### 卡迪夫城
卡迪夫城青年隊教練加文·泰特（Gavin Tait）在一場青年賽事發現安梳爾後，邀請他參加訓練，於1997年8月1日簽署兩年「青訓計劃合約」（YTS contract），安梳爾在卡迪夫城的青訓系統成長，為青年隊射入57球，年僅16歲已為一隊在1997/98年球季上陣1場盃賽及6場聯賽，全部後補登場，於1998年8月成為全職職業球員。
1998年8月8日於1998/99年球季揭幕戰作客對哈特普爾，安梳爾首次為一隊正選上陣，於禁區邊緣施展倒掛射入為球隊扳平1-1，其後這球更獲選球會「年度金球」。這季安梳爾再在聯賽及盃賽後補上陣5場。翌季直到季中安梳爾只取得一次賽事末段後補上陣機會，2000年1月22日時任領隊弗兰克·伯罗斯（Frank Burrows）將年僅17歲的安梳爾外借到蘇甲的摩頓汲取上陣經驗，於1個月內在聯賽及盃賽上陣4場及射入兩球。其後卡迪夫城更換領隊，新帥比利·艾尔（Billy Aire）隨即召回安梳爾，直到球季結束在聯賽多上陣5場及射入1球，其中4場擔任正選，但球隊降班到丙組〈第四級〉角逐。
2000/01年球季安梳爾取得突破，在各項賽事上陣41場及射入25球，其中19球在聯賽取得，協助球隊取得聯賽亞軍，於降班一季即時回升乙組〈第三級〉。提升一個級別後安梳爾需要時間適應，但於2001/02年球季在上陣36場賽事仍取得15個入球，協助球隊在聯賽取得第4位參加升班附加賽，安梳爾在準決賽首回合作客對史篤城射入1球先勝一仗2-1，但次回合主場卻以0-2見負，累計2-3被淘汰出局。
2002/03年球季對安梳爾而言是豐收年，於各項賽事上陣58場及射入35球，季內三次演出帽子戲法，其中在聯賽取得31球，打破球會名宿史坦·理查兹（Stan Richards）保持56年球會單季最高入球記錄。而卡迪夫城以聯賽第6位再次參加升班附加賽，準決賽兩回合累計1-0淘汰布里斯托城，2003年5月25日決賽在千禧球場迎戰昆士柏流浪，安梳爾在79分鐘退下火線，而入替他的安迪·坎贝尔（Andy Campbell）成為英雄，於加時賽射入賽事唯一入球，卡迪夫城來屆升班甲組〈第二級〉。安梳爾除獲選「威爾斯年度最佳青年球員」外，亦入選2002/03年「PFA乙組年度最佳陣容」。
安梳爾在短短數年間由第四級的丙組聯賽晉身第二級的甲組聯賽，但射門威力不減，2003/04年球季他在各項賽事上陣49場及射入26球，因而入選2003/04年「PFA甲組年度最佳陣容」。而頂級球會包括曼聯、利物浦及亦派出球探觀察安梳爾的演出。

#### 西布朗
2004年8月30日安梳爾以破球會記錄的300萬英鎊身價由卡迪夫城轉投新升英超的西布朗，簽約三年，轉會費按表現及附加條款可增加至362萬英鎊，他的經理人梅尔·埃韦斯（Mel Eves）在這單交易上由於兼任球員與買家的代理而被國際足協罰款3萬瑞士法郎。9月11日安梳爾以下半場後補身份在晏菲路球場對利物浦首次上陣，沒有帶來沖擊下西布朗以0-3敗陣鎩羽而歸。安梳爾直到第七場上陣才為新球隊取得首個入球，於11月6日作客2-2賽和修咸頓包辦已隊兩球。2005年3月19日安梳爾在作客對查爾頓演出個人首次英超帽子戲法，使他成為首名分別在四級聯賽、聯賽盃、足總盃及為所屬國家隊參賽國際賽演出帽子戲法的球員。不計季初為卡迪夫城射入兩球，安梳爾為西布朗在聯賽及足總盃上陣34場及射入14場，其中約半數以後補身份登場，成為時任領隊布莱恩·罗布森麾下的後備殺手，而西布朗亦憑著最後一輪聯賽的神奇賽果而成功護級。安梳爾以14球成為球隊首席射手贏得「罗尼·艾伦獎」（Ronnie Allen trophy）。
翌季安梳爾繼續留隊，而球隊於夏季購入包括（Diomansy Kamara）及（Nathan Ellington）等多名前鋒，使鋒線競爭更加劇烈。但球隊戰績持續低迷，安梳爾在上半季上陣12場聯賽，僅有4場擔任正選，更只有1球斬獲。

#### 諾域治
2006年1月31日在轉會窗關閉前1小時前安梳爾趕及轉投英冠球會诺里奇城，代替轉投韋斯咸的甸恩·艾殊頓，轉會費初步為275萬英鎊，可增加至350萬英鎊，簽約三年半。2月5日在卡諾路球場主場對葉士域治的「東盎格利亞郡德比」（East Anglian derby）處子登場。2月14日主場對白禮頓打開入球進帳，個人梅開二度協助球隊輕勝3-0。在球季結束前安梳爾再為諾域治轟入6球，半個球季合共取得8個入球的不俗成績。
2006/07年球季安梳爾在上半季有非常出色的表現，入球不斷，於2007年1月初以17個入球高據英冠射手榜首位，傳言多支英超希望將他收歸旗下。但安梳爾卻在操場時鼠蹊觸傷需要動手術治理，預計缺陣至4月底。安梳爾在4月中傷癒復出，在莱斯特城及錫周三身上各取1球，以合共19球結束球季。

#### 打比郡
2007年6月29日安梳爾再戰英超，加盟另一支「升班馬」打比郡，身價高達350萬英鎊，打破以300萬英鎊由克魯收購施夫·莊臣（Seth Johnson）的球會舊記錄，於8月11日首戰2-2賽和樸茨茅夫處子上陣，但他一直無法融入球隊，直到翌年1月26日在英格蘭足總盃主場1-4負於普雷斯頓才取得加盟後首球。打比郡的成績慘不忍睹，一手簽入安梳爾的主帥比利·戴维斯（Billy Davies）早於11月提前解約，由保羅·祖維爾（Paul Jewell）接手執教。安梳爾在2008年4月28日主場2-6慘敗於阿仙奴腳下才為打比郡射入首個英超入球。在這個可怖的球季安梳爾合共上陣25場，只有7次在聯賽及1次在盃賽正選登場，僅有兩個入球進帳。聯賽閉幕戰對雷丁，由於領隊保羅·祖維爾已接納兩支沒有點名的球隊出價，安梳爾並沒有被包括入出場名單內，其後證實是諾定咸森林及錫菲聯，而打比郡亦以英超歷來最低得分降班返回英冠，結束這個後來安梳爾形容為生涯中最差的球季。

#### 諾定咸森林
2008年5月30日安梳爾以265萬英鎊轉投打比郡的本地敵對球隊諾定咸森林，簽署三年合約，於8月10日首次上陣，主場對手正是上季閉幕戰無緣碰頭與打比郡一同降班的雷丁，雙方打成0-0和氣收場。安梳爾再次以梅開二度打開在森林的入球進帳，在8月13日於英格蘭聯賽盃第一圈主場4-0淘汰莫克姆射入兩球；並在12月5日在城市足球場3-2擊敗屈福特取得首個聯賽入球。雖然受到傷患困擾，安梳爾在森林的首個球季在聯賽及盃賽合共上陣36場，以12個聯賽入球及17個總入球排名球會首席射手。
2009/10年球季安梳爾保持水準，於2009年12月5日對另一支本地敵對球隊莱斯特城時演出帽子戲法，協助森嚴大胯5-1。球季結束時森林取得第三位參加附加賽，準決賽對黑池，安梳爾雖然在次回合主場射入1球，但累計仍以4-6落敗出局。安梳爾整季在聯賽及盃賽合共上陣37場，以17個聯賽入球及17個總入球蟬聯球會首席射手。
2010/11年球季沒有對上兩季順利，安梳爾於上半季在14場聯賽僅取得3個入球，其中兩球於2010年12月29日在舊東家打比郡身上取得，協助森林大勝5-2；2011年1月22日於「東密特蘭打吡」（East Midlands derby）以後補身份射入唯一入球作客擊敗打比郡。森林以第6位的成績參加升班附加賽，準決賽對史雲斯首回合僅能0-0和局終場；次回合作客安梳爾雖然射入1球，但仍以1-3敗陣而回。

#### 重返卡迪夫城
球季結束後安梳爾與森林的合約屆滿，雖然新任領隊史提夫·麥卡倫試圖說服他留隊，但安梳爾去意已決，於2011年7月6日重投母會卡迪夫城，簽約兩年。

### 國家隊
2001/02年球季卡迪夫城在聯賽爭取升班的表現吸引時任威爾斯主帥马克·休斯的注意，其時安梳爾已曾代表威爾斯青年隊及U21隊上陣，於2002年5月14日首次成為大國腳在千禧球場友賽德國，安梳爾於下半場甫開賽射入賽事唯一入球，是威爾斯歷來僅第二次擊敗德國，賽後更獲選「賽事最佳球員」（man of the match）。安梳爾於2004年歐洲國家盃外圍賽期間開始成為國家隊主力成員，於2004年2月他在4-0擊敗蘇格蘭的友誼賽演出帽子戲法，是首名在千禧球場個人獨取三球的球員，亦是自國家隊名宿伊恩·拉什後首名吃出「大三元」的球員。
安梳爾已為國家隊上陣超過50場及射入14球。
國際賽入球
威爾斯入球加粗體
| #   | 日期           | 地點                           | 對賽球隊             | 入球 | 賽果 | 競賽               |
| --- | -------------- | ------------------------------ | -------------------- | ---- | ---- | ------------------ |
| 1.  | 2002年5月14日  | 威爾斯卡的夫千禧球場           | 德国                 | 1–0  | 1–0  | 友誼賽             |
| 2.  | 2003年2月12日  | 威爾斯卡的夫千禧球場           |                      | 1–0  | 2–2  | 友誼賽             |
| 3.  | 2003年10月11日 | 威爾斯卡的夫千禧球場           | 塞爾維亞與蒙特內哥羅 | 2–3  | 2–3  | 2004年歐國盃外圍賽 |
| 4.  | 2004年2月18日  | 威爾斯卡的夫千禧球場           | 苏格兰               | 1–0  | 4–0  | 友誼賽             |
| 5.  | 2004年2月18日  | 威爾斯卡的夫千禧球場           | 苏格兰               | 2–0  | 4–0  | 友誼賽             |
| 6.  | 2004年2月18日  | 威爾斯卡的夫千禧球場           | 苏格兰               | 3–0  | 4–0  | 友誼賽             |
| 7.  | 2004年3月31日  | 匈牙利布達佩斯普斯卡什球場     | 匈牙利               | 1–2  | 1–2  | 友誼賽             |
| 8.  | 2004年9月8日   | 威爾斯卡的夫千禧球場           | 北爱尔兰             | 2–2  | 2–2  | 2006年世界盃外圍賽 |
| 9.  | 2004年10月13日 | 威爾斯卡的夫千禧球場           | 波蘭                 | 1–0  | 2–3  | 2006年世界盃外圍賽 |
| 10. | 2006年5月27日  | 奧地利格拉茨UPC-體育場         | 千里達及托巴哥       | 1–1  | 1–2  | 友誼賽             |
| 11. | 2006年5月27日  | 奧地利格拉茨UPC-體育場         | 千里達及托巴哥       | 1–2  | 1–2  | 友誼賽             |
| 12. | 2006年10月11日 | 威爾斯卡的夫千禧球場           | 賽普勒斯             | 2–0  | 3–1  | 2008年歐國盃外圍賽 |
| 13. | 2007年10月17日 | 圣马力诺塞拉瓦莱奧林匹克體育場 | 圣马力诺             | 1–0  | 1–2  | 2008年歐國盃外圍賽 |
| 14. | 2009年5月29日  | 威爾斯拉內利深紅公園球場       | 爱沙尼亚             | 1–0  | 1–0  | 友誼賽             |
| 15. | 2011年5月25日  | 愛爾蘭都柏林英傑華球場         | 苏格兰               | 1–0  | 1–3  | 2011年凯尔特杯     |
| 16. | 2011年5月27日  | 愛爾蘭都柏林英傑華球場         | 北爱尔兰             | 2–0  | 2–0  | 2011年凯尔特杯     |

## 榮譽
卡迪夫城
- 英格蘭乙組聯賽〈第三級〉附加賽冠軍：2002/03年；

## 帽子戲法
安梳爾是目前唯一分別在英超、英冠、英甲、英乙（或各聯賽的舊有名字）、英格蘭聯賽盃、英格蘭足總盃及為所屬國家隊參賽國際賽演出帽子戲法的球員：
- 英超，2005年3月19日，西布朗對查爾頓[11]；
- 甲組／英冠，2003年9月13日，卡迪夫城對基寧咸（射入4球）[35]；及2009年12月5日，諾定咸森林對莱斯特城[25]；
- 乙組（現時的英甲），2002年11月29日，卡迪夫城對昆士柏流浪[36]；及2003年3月14日，卡迪夫城對燦美爾[37]；
- 丙組（現時的英乙），2000年12月2日，卡迪夫城對托基聯[38]；
- 足總盃，2000年11月19日，卡迪夫城對布里斯托流浪[39]；
- 聯賽盃，2002年9月11日，卡迪夫城對波士頓聯[40]；及2003年8月12日，卡迪夫城對奧連特[41]；
- 國際賽，2004年2月18日，威爾斯對蘇格蘭[33]；

## 外部連結
- 足球数据库：羅拔·安梳爾的球员统计数据
- 個人官網 （页面存档备份，存于）
- 諾定咸森林官網簡歷
- 威爾斯足總簡歷 （页面存档备份，存于）
- Career information （页面存档备份，存于）
- BBC SE Wales profile Archive.today的存檔，存档日期2013-01-14